# Zespół rozpadu guza
Zespół rozpadu guza, zespół lizy guza – poważne powikłanie terapii przeciwnowotworowej, niejednokrotnie prowadzące do niewydolności nerek, niewydolności wielonarządowej i zgonu. Dotyczy w większości przypadków chemioterapii nowotworów bardzo wrażliwych na cytostatyki (chłoniak Burkitta, ostra białaczka limfoblastyczna, hepatoblastoma, neuroblastoma). Spowodowany jest nagłym rozpadem (martwicą lub masywną apoptozą) komórek nowotworowych, które uwalniają duże ilości potasu, kwasu moczowego, fosforu.
Nadmiar kwasu moczowego, fosforu i potasu jest wydzielany przez nerki. Ilości te są jednak na tyle znaczące, że doprowadzają w bardzo szybkim tempie do hiperkaliemii, hiperurykemii, hiperfosfatemii z następczą hipokalcemią. Kwas moczowy w środowisku kwaśnym cewek nerkowych wytrąca się i może odkładać się w postaci kryształów w kanalikach zbiorczych i w moczowodach prowadząc do obstrukcji, zatrzymania wydalania moczu i w konsekwencji ostrej niewydolności nerek.

## Objawy i przebieg
- pojawienie się objawów u pacjenta poddawanego chemioterapii (czas pojawienia się objawów jest różny od natychmiastowej manifestacji zaraz po podaniu do 5 dni po otrzymaniu cytostatyków)
- ból brzucha
- bezmocz, skąpomocz, krwiomocz, ból kolkowy
- objawy hipokalcemii – wymioty, brak apetytu, tężyczka
- objawy hiperkaliemii – osłabienie, paraliż, zatrzymanie akcji serca

## Powikłania
- ostra niewydolność nerek
- arytmie komorowe będące następstwem hiperkaliemii
- zatrzymanie akcji serca w skrajnych przypadkach hiperkaliemii

## Badania laboratoryjne
- badanie ogólne krwi, oznaczenie elektrolitów, kwasu moczowego, równowaga kwasowo-zasadowa, gazometria
- kwas moczowy, mocznik, kreatynina w celu monitorowania funkcji nerek
- badanie ogólne moczu z osadem w celu potwierdzenia/wykluczenia krystalizacji kwasu moczowego
- białko całkowite, albuminy w celu stwierdzenia prawdziwego poziomu wapnia w surowicy (obniżenie poziomu albumin o 10g/l obniża poziom wapnia w surowicy o 0,2 mmol/l; poziom albumin nie wpływa na poziom zjonizowanego wapnia)

## Inne badania
- EKG – poziom potasu > 7 mEq/l oraz hipokalcemia powoduje powstanie zmian w elektrokardiogramie.

## Rozpoznanie
Zaproponowano (Cairo-Bishop 2004) kryteria rozpoznania zespołu rozpadu guza.
Definicja zespołu rozpadu guza w badaniach laboratoryjnych – przynajmniej dwa z poniższych kryteriów stwierdzone od 3 dni przed chemioterapią do 7 dni po jej wdrożeniu:
- kwas moczowy > 8 mg/dl lub 25% wzrost
- potas > 6 mEq/l lub 25% wzrost
- fosforany > 4,5 mg/dl lub 25% wzrost
- wapń < 7 mg/dl lub 25% obniżenie

Definicja klinicznego zespołu rozpadu guza – przynajmniej jedno z poniższych i stwierdzenie zespołu w badaniach laboratoryjnych:
- kreatynina ≥ 1,5 górnej granicy normy
- zaburzenia rytmu serca/nagły zgon
- drgawki

## Postępowanie
- pacjenci z utratą przytomności mogą wymagać intubacji
- cewnikowanie układu moczowego w celu dokładnego pomiaru ilości wydalanego moczu
- założenie dostępu do żyły obwodowej
- zapewnienie dostępu do dializy dla pacjentów z ostrą niewydolnością nerek

### Zapobieganie powikłaniom
- odpowiednie nawodnienie, możliwe jest wprowadzenie diuretyków pętlowych lub osmotycznych w celu podtrzymania diurezy
- alkalizacja moczu poprzez podanie wodorowęglanu sodu, w celu zapobiegnięcia krystalizacji kwasu moczowego
- podawanie inhibitora oksydazy ksantynowej (allopurynolu) celem obniżenia poziomu kwasu moczowego
- podanie rekombinowanej oksydazy moczanowej
- wyrównywanie poziomu wapnia poprzez dożylne podawanie chlorku wapnia lub glukonianu wapnia
- podawanie żywic jonowymiennych w celu obniżenia poziomu potasu

## Zapobieganie wystąpieniu zespołu rozpadu guza
- podawanie inhibitora oksydazy ksantynowej w czasie chemioterapii
- podawanie małej ilości jednego cytostatyku, przed rozpoczęciem intensywnej chemioterapii, w celu osiągnięcia fazy preindukcji remisji